# B.Gowdagere, Mandya
B.Gowdagere là một làng thuộc tehsil Mandya, huyện Mandya, bang Karnataka, Ấn Độ.